# Nikołaj Zinin
Nikołaj Nikołajewicz Zinin (ros. Николай Николаевич Зинин; 1812–1880) – rosyjski chemik. Prowadził badania nad redukcją związków organicznych. Otrzymał wiele cennych amin, między innymi w 1842 roku przez redukcję nitrobenzenu otrzymał anilinę. Był profesorem Akademii Medyko-Chirurgicznej w Petersburgu oraz członkiem Petersburskiej Akademii Nauk.